# Kevin Robinzine
Kevin Bernard Robinzine (né le 12 avril 1966 à Fort Worth) est un athlète américain spécialiste du 400 mètres. En 1988, il remporte la médaille d'or du relais 4 × 400 m des Jeux olympiques d'été de Séoul avec ses coéquipiers Danny Everett, Steve Lewis et Harry Butch Reynolds. L'équipe américaine égale le record du monde de la discipline en 2 min 56 s 16, établissant un nouveau record olympique.

## Palmarès
- Jeux olympiques de 1988 à Séoul :
  -  Médaille d'or au relais 4 × 400 m

## Record personnel
- 400 m : 44 s 61 (Indianapolis, 20 juillet 1988)